# John Ene Okon
John Ene Effe Okon (ur. 15 marca 1969 – zm. 15 marca 2016) – nigeryjski piłkarz grający na pozycji pomocnika. W swojej karierze rozegrał 3 mecze w reprezentacji Nigerii.

## Kariera klubowa
W swojej karierze piłkarskiej Okon grał w takich klubach jak: BCC Lions FC, Calabar Rovers FC, Sharks FC i Akwa United.

## Kariera reprezentacyjna
W reprezentacji Nigerii Okon zadebiutował 9 kwietnia 1989 roku w zremisowanym 1:1 meczu kwalifikacji do Pucharu Narodów Afryki 1990 z Gwineą, rozegranym w Konakry. W 1992 roku został powołany do kadry na Puchar Narodów Afryki 1992. Rozegrał na nim jeden mecz, o 3. miejsce z Kamerunem (2:1). Z Nigerią zajął 3. miejsce w tym turnieju. Od 1989 do 1992 rozegrał w kadrze narodowej 3 mecze.